# Palacios del Sil
Palacios del Sil település Spanyolországban, León tartományban. Lakosainak száma 844 fő (2024).

## Földrajza
Palacios del Sil Villablino, Murias de Paredes, Igüeña, Páramo del Sil és Degaña községekkel határos.

## Népesség
A település lakosságának változását az alábbi diagram mutatja:
| Lakosok száma | 1445 | 1373 | 1275 | 1225 | 1159 | 1095 | 1030 | 941  | 886  | 844  |
|               | 2001 | 2004 | 2007 | 2009 | 2012 | 2014 | 2017 | 2019 | 2022 | 2024 |